# Jearl Walker
Pour les articles homonymes, voir Walker.
Jearl Walker (né en 1945 à Cleveland, Ohio) est un physicien connu pour son livre The Flying Circus of Physics (en) (Le cirque de la physique), publié pour la première fois en 1975, la deuxième édition a été publiée en juin 2006. Il enseigne la physique à Cleveland State University (l'Université d'État à Cleveland). 
Walker a également révisé et édité le manuel Fundamentals of Physics (en) avec David Halliday et Robert Resnick. Le manuel de Halliday, Resnick et Walker a été bien connu des étudiants à la science et techniques pendant des décennies comme «l'étalon-or» de l'étudiant.
Jearl Walker est bien connu en tant que vulgarisateur de la physique, il est apparu plusieurs fois dans le talk show The Tonight Show Starring Johnny Carson. 
Walker est connu pour ses populaires mais encore controversées démonstrations de physique. Il a notamment mis la main dans du plomb en fusion, marché pieds nus sur des charbons ardents, s'est allongé sur une planche à clous, et pour la congélation mis de l'azote liquide dans sa bouche, pour démontrer les divers principes de la physique. 
Ces manifestations sont incluses dans sa série "Kinetic Karnival", produite par WVIZ (en) à Cleveland, en Ohio.
Walker a été l'auteur de la rubrique très populaire Amateur Scientist dans le magazine Scientific American (Pour la science) de 1978 à 1988. Au cours de la dernière partie de cette période, il a été le Président du Département de Physique du Cleveland State's College of Science. 
La physique des antiquités de Walker a étonné et ravi ses élèves pendant des années, et a fait de lui l'un des professeurs des plus populaires de la CSU.
Le Dr Walker est le premier récipiendaire du Outstanding Teaching Award de Cleveland State's College of Science. La Commission du Collège a sélectionné le Dr Walker comme le premier Honoré sur la base de ses impressionnantes contributions à l'enseignement des sciences au cours des 30 dernières années.
En fait, la récompense dans les années à venir sera nommée Jearl Walker Outstanding Teaching Award en reconnaissance de ses nombreuses réalisations. Le prix a été inauguré lors d'une cérémonie le 29 avril 2005.

## Sources
- (en) Cet article est partiellement ou en totalité issu de l’article de Wikipédia en anglais intitulé « Jearl Walker » (voir la liste des auteurs).